# Distributed Acoustic Sensing

Schemazeichnung

Distributed Acoustic Sensing (DAS) ist eine Technologie zur Lokalisierung und Analyse von Geräuschen und Vibrationen durch Veränderungen von Lichtimpulsen in Lichtwellenleitern. Dieses Verfahren ermöglicht eine kontinuierliche Echtzeitüberwachung von Infrastrukturen, Sicherheitsbereichen und Umweltveränderungen über große Entfernungen. DAS wird in verschiedenen Branchen wie Energie, Transport, Verteidigung und Umweltüberwachung eingesetzt.

## Funktionsweise
DAS-Systeme senden Laserimpulse durch Glasfaserkabel. Externe Vibrationen oder akustische Signale verursachen minimale Änderungen am rückgestreuten Licht innerhalb der Faser. Diese Variationen werden erkannt und analysiert, um den Ort und die Art der Störungen zu bestimmen. Dadurch ist eine kontinuierliche und präzise Überwachung großer Netzwerke möglich.

## Anwendungsbereiche
DAS-Technologie findet Anwendung in verschiedenen Industriezweigen:  
- Eisenbahnüberwachung: Züge können durch Lichtwellenleiter, die in einem definierten Abstand zum Gleis verlegt wurden, präziser geortet werden als mit herkömmlichen Techniken wie Gleisstromkreisen oder Achszählern. Eine Fahrzeugausrüstung, wie sie z. B. für die ETCS-Odometrie erforderlich ist, entfällt bei diesem Verfahren.[1]
- Infrastrukturüberwachung: DAS unterstützt die strukturelle Gesundheitsüberwachung von Brücken, Tunneln, Deichen und Pipelines durch frühzeitige Erkennung von Spannungen, Rissen und Schäden.[3]
- Energiebranche: DAS spielt eine entscheidende Rolle bei der Überwachung von Erdölpipelines und Gaspipelines, der Erkennung von Lecks und der Sicherstellung der Integrität von Hochspannungsleitungen.
- Sicherheits- und Überwachungssysteme: DAS wird für Grenzschutz, Einbruchserkennung und Perimeterüberwachung in militärischen und zivilen Bereichen eingesetzt.
- Seismische und Umweltüberwachung: DAS eignet sich für die Detektion von Erdbeben, Tsunami-Frühwarnungen und die Überwachung unterirdischer Aktivitäten wie Fracking oder Bohrungen.

## Vorteile
Die DAS-Technologie bietet zahlreiche Vorteile:  
- Langstreckenüberwachung: Ein einziges DAS-System kann Hunderte von Kilometern Glasfaserkabel überwachen, wodurch es für großflächige Anwendungen geeignet ist.[4]
- Hohe Widerstandsfähigkeit: Glasfaserkabel sind unempfindlich gegenüber elektromagnetischen Störungen und extremen Umweltbedingungen.
- Kosteneffizienz: DAS kann in bestehende Glasfasernetzwerke integriert werden, wodurch der Bedarf an zusätzlicher Infrastruktur reduziert wird.
- Hohe Sensitivität: Selbst kleinste Vibrationen können erkannt werden, sodass Frühwarnsysteme für Sicherheitsüberwachung, Infrastrukturbeobachtung und Umweltbeobachtung realisiert werden können.

## Industrielle Nutzung und Forschung
Die DAS-Technologie wird kontinuierlich von Forschungseinrichtungen und Unternehmen weiterentwickelt. Fortschritte im Bereich künstliche Intelligenz und maschinelles Lernen haben die Präzision der Signalverarbeitung erheblich verbessert. Institutionen wie die NASA, Erdölunternehmen und Gasunternehmen sowie nationale Sicherheitsbehörden nutzen DAS bereits für großflächige Überwachungsaufgaben.